# Europese weg 134
De Europese weg 134 of E134 ook wel Haukelivegen genoemd is een weg die uitsluitend door Noorwegen loopt.
De weg begint in Haugesund en loopt tussen Aksdal en Våg via hetzelfde traject als de E39. De weg loopt over de Hardangervidda en gaat dan door vele (lange) tunnels, passeert Haukeligrend en sluit direct na een van de langere tunnels in het traject (Strømsåstunnelen) bij Drammen aan op de E18.
Europese wegen:
E6 · E8 · E10 · E12 · E14 · E16 · E18 · E39 · E45 · E69 · E75 · E105 · E134 · E136
Riksveier:
2 · 
3 · 
4 · 
5 · 
7 · 
9 · 
12 · 
13 · 
15 · 
19 · 
20 · 
21 · 
22 · 
23 · 
25 · 
35 · 
36 · 
40 · 
41 · 
42 · 
44 · 
47 · 
52 · 
55 · 
70 · 
73 · 
77 · 
80 · 
83 · 
85 · 
92 · 
93 · 
94 · 
110 · 
111 · 
120 · 
150 · 
156 · 
159 · 
162 · 
163 · 
190 · 
191 · 
200 · 
282 · 
420 · 
451 · 
502 · 
509 · 
510 · 
518 · 
555 · 
562 · 
580 · 
616 · 
617 · 
658 · 
681 · 
706 · 
827 · 
833 · 
853 · 
862 · 
881 · 
887 · 
892 · 
893